# Pseudophilotes postschiffermulleri
Pseudophilotes postschiffermulleri är en fjärilsart som beskrevs av Ruggero Verity 1946. Pseudophilotes postschiffermulleri ingår i släktet Pseudophilotes och familjen juvelvingar. Inga underarter finns listade.